# Amorphochelus gemmatus
Amorphochelus gemmatus är en skalbaggsart som beskrevs av Johann Christoph Friedrich Klug 1832. Amorphochelus gemmatus ingår i släktet Amorphochelus och familjen Melolonthidae. Inga underarter finns listade i Catalogue of Life.